# Eujácio Simões Viana
Eujácio Simões (Itabaianinha, 31 de março de 1923 — 20 de março de 2007) foi um político brasileiro.